# Уян (приток Учура)
Уян — река в Аяно-Майском районе Хабаровского края, Россия, левый приток Учура. Длина реки — 233 км, площадь водосборного бассейна — 6370 км².
Начинается на высоте более 904 м над уровня моря на востоке Станового хребта, стекая с южного склона горы Граничной почти на границе с Тугуро-Чумиканским районом. В верховьях течёт сначала в северо-западном направлении, затем приняв приток Нижний Коврик, поворачивает на север. Перед устьем вновь меняет направление на северо-восточное. Берега участками заболочены, особенно у устьевой части, покрыты в основном сосной и лиственницей. Впадает в Учур по левому берегу на высоте менее 507 м над уровнем моря выше впадения Хайкана. В нижнем течении ширина русла достигает 105-120 м при глубине 1,4-2,2 м, скорость течения — 0,2 м/с.

## Основные притоки
Указаны поименованные притоки длиной 30 км и более
| Название     | Расстояние от устья | Длина | Положение |
| ------------ | ------------------- | ----- | --------- |
| Олгомдо      | 8,4                 | 41    | правый    |
| Муналы       | 35                  | 47    | левый     |
| Аллара-Эльге | 70                  | 33    | правый    |
| Уэся-Эльге   | 82                  | 36    | правый    |
| Усутур       | 112                 | 31    | левый     |
| Сютюкян      | 113                 | 85    | правый    |

## Данные водного реестра
По данным государственного водного реестра России относится к Ленскому бассейновому округу, речной бассейн реки — Лена, речной подбассейн реки — Алдан, водохозяйственный участок реки — Учур.
Код объекта в государственном водном реестре — 18030600312117300010438.